# Extremadura Femenino CF
Der Extremadura Femenino Club de Fútbol ist ein 2008 durch die Fusion der Klubs AD Las Mercedes und CFF Puebla gegründeter spanischer Frauenfußballverein aus Almendralejo.

## Geschichte
Der Club de Fútbol Femenino Puebla wurde 1996 in der Kleinstadt Puebla de la Calzada (Provinz Badajoz) gegründet. Um die Jahrtausendwende erlebte er seine sportliche Erfolgsphase, die im Gewinn der spanischen Meisterschaft des Jahres 2000 gipfelte. Dieser Meistertitel ist der Erste und bis dato auch Einzige in der Geschichte des spanischen Fußballsports überhaupt, der von einem Club aus der Extremadura gewonnen werden konnte. Daneben konnte der Verein in den Jahren 2001 und 2005 auch den Einzug in die Finalspiele um die Copa de la Reina verbuchen, die er beide gegen Levante UD verlor.
2008 erfolgte der Umzug des Clubs nach Almendralejo, wo er sich mit Agrupación Deportiva Las Mercedes zum Extremadura Femenino Club de Fútbol fusionierte. Nur ein Jahr später stieg dieser aus der ersten Spielklasse in die Zweitklassigkeit ab. Von 2017 bis 2020 war der Klub zeitweise in den selbst erst zehn Jahre zuvor gegründeten Extremadura UD eingegliedert, ist seither jedoch wieder ein eigenständiger Frauenfußballverein.

## Erfolge
| Spanische Meisterschaft | (1×): | 2000 (als CFF Puebla) |